# Myron H. Clark

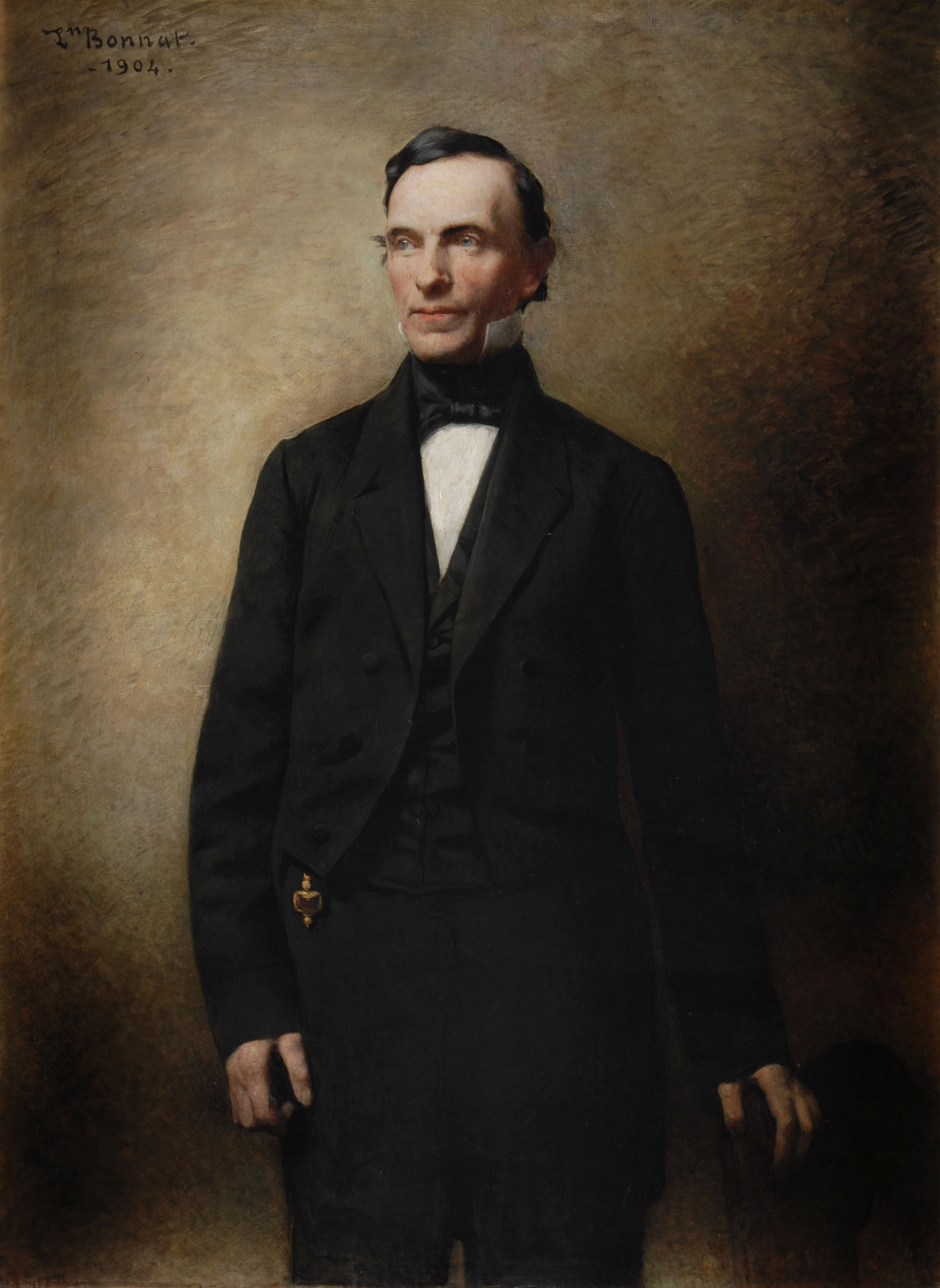
Myron H. Clark. Porträtt av Léon Bonnat.

Myron Holley Clark, född 23 oktober 1806 i Naples, New York, död 23 augusti 1892 i Canandaigua, New York, var en amerikansk republikansk politiker. Han var den 21:a guvernören i delstaten New York 1855-1856.
Clark arbetade som sheriff i Ontario County.
Clarks grav finns på Woodlawn Cemetery i Canandaigua.
Han var far till filantropen Mary Clark Thompson.